# Jordan Bardella
Jordan Bardella (Drancy, 1995. szeptember 13. –) francia szélsőjobboldali politikus, a Nemzeti Tömörülés (RN) tagja, 2022 óta a Nemzeti Tömörülés (RN) elnöke, miután 2021 szeptemberétől 2022 novemberéig megbízott elnökként dolgozott és 2019-től 2022-ig alelnökként. 2019 óta – amikor az Nemzeti Tömörülés vezető jelöltje volt az európai parlamenti választásokon – az Európai Parlament tagja, és 2015 óta Île-de-France regionális tanácsosa.
Mielőtt a Nemzeti Tömörülés megbízott elnöke lett volna, Bardella 2019 és 2021 között alelnökként, 2017 és 2019 között pedig a párt szóvivőjeként tevékenykedett. 2018 és 2021 között a párt ifjúsági szervezetének, a Nemzeti Generációnak (GN) elnöke.
2024 júniusában-júliusában a Nemzeti Tömörülés által uralt koalíciót vezette a 2024-es francia parlamenti választáson, amely történelmi előnyökkel járt a nacionalista jobboldal számára, bár jelentősen elmaradt a várakozásoktól.
2024 júliusától kezdve a Patrióták Európáért politikai szövetség elnöke.

## Élete

### Gyermekkora és tanulmányai
Jordan Bardella 1995. szeptember 13-án született Drancyben, egyedüli gyermekként egy többnyire olasz származású családban. Ő egy italautomatákra szakosodott kis- és középvállalkozás tulajdonosának, Olivier Bardella-nak (1968-ban született Montreuilben, olasz és francia-algériai származású) és egy speciális területi óvoda megbízottjának, Luisa Bertelli-Mota-nak (1962-ben született Torinóban, olasz származású) fiaként.
Bardella anyai családja az 1960-as években hagyta el az olasz ipari háromszöget. Apai nagyapja, Guerrino Bardella, 1944-ben született, eredetileg Alvitóból, érkezett Montreuil-ba 1960-ban, és 1963-ban feleségül vette Réjane Madát, aki 1944-ben született La Ferté-sous-Jouarreban. Guerrino Bardella ács-asztalosként dolgozik.
Réjane Mada az algériai (Kabiliából) Mohand Séghir Mada (1903-1974) lánya, (Mohand Séghir Mada Guendouzban (Aït R'zine) született). Mohand Séghir Mada az 1930-as években érkezett Franciaországba, hogy Villeurbanne-ban építőmunkásként dolgozzon és felesége, Denise Annette Jaeck, egy elzászi származású párizsi volt.
Apai nagyapja, Guerrino Bardella és Réjane Mada elváltak, és Guerrino Casablancában telepedett le, ahol feleségül vett egy Hakima nevű marokkói nőt.
Jordan Bardella a drancyi helyi tanács toronyházában nőtt fel, és később azt állította, hogy "szerény származást és társadalmi szálat" képvisel a politikában. Apja üzlettulajdonos volt, Montmorency gazdagabb külvárosában élt, és Bardella a hétvégét és a szerdai napokat ott töltötte. A kritikusok azzal érvelnek, hogy szereti elhagyni az apját, amikor azokra a szociális nehézségekre összpontosít, amelyekkel Franciaország legszegényebb megyéjében kellett felnőnie, egy olyan társadalmi hotspotban nőtt fel, ahol a legmagasabb a bevándorlók aránya. Annak ellenére, hogy megvan a maga bevándorlástörténete, hátrányos helyzetben lévőként mutatja be magát, akinek sikerült teljesen beilleszkednie, elhagynia a külvárost és megemelnie a társadalmi státuszát.
Miután a Jean-Baptiste-de-La-Salle magánlíceumban kitűnő érettségit szerzett közgazdasági és társadalomtudományi szakon, Bardella földrajzot tanult a Sorbonne Egyetemen, de abbahagyta, hogy a politikára összpontosítson.

### Kezdetek a Nemzeti Frontban (2012–2017)
2012-ben Bardella 16 évesen a Nemzeti Front (FN) tagja lett, és azt mondta, hogy "inkább Marine Le Penért csatlakozott, mint a Nemzeti Frontért" (Marine Le Pen ekkor a Nemzeti Front vezetője volt). Ezután a Nemzeti Front Seine-Saint-Denis megyei titkára lett, így 2014-ben, 19 évesen, a párt valaha volt legfiatalabb hivatali tisztviselője volt. 2015. február 16-tól június 30-ig Bardella a Nemzeti Front európai parlamenti képviselője, Jean-François Jalkh parlamenti asszisztenseként dolgozott. Ebben az időszakban Bardellát a politikai megfigyelők vezető személyiségnek tartották a Nemzeti Fronton belüli francia külvárosi ügyeket illetőleg.
Bardella a 2015-ös megyei választásokon Tremblay-en-France település képviseletében indult. Ő és jelölttársa, Christine Prus a szavazatok 41%-ával veszített a második fordulóban. A 2015-ös regionális választásokon Seine-Saint-Denisben a Nemzeti Front listavezetője volt, és beválasztották Île-de-France regionális tanácsába.
2016 januárjában Bardella létrehozta a Nemzeti Fronthoz kötődő Banlieues Patriotes nevű szervezetet, melynek célja a nagyvárosok elhanyagolt peremeinek gondozása volt. Ezt követően Marine Le Pen kampánycsapatának tagja lett a 2017-es franciaországi elnökválasztáson, amelyen másodikként végzett. Bardella az abban az évben megtartott törvényhozási választásokon Seine-Saint-Denis 12. választókerületében volt jelölt, de az első fordulóban a szavazatok 15%-ával kiesett.

### A Nemzeti Tömörülés alelnökeként és az Európai Parlament tagjaként (2017–2021)
Az Nemzeti Front 2017-es elnökválasztási veresége és Florian Philippot alelnök lemondását követően Bardellát Sébastien Chenu és Julien Sanchez mellé nevezték ki a párt szóvivőjévé. A következő évben Le Pen a Front National de la Jeunesse (FNJ) elnökévé is kinevezte, amelyből ugyanabban az évben Nemzeti Generáció (Genération Nation, GN) lett.
A 2019-es franciaországi európai parlamenti választáson Bardellát 23 évesen a Nemzeti Tömörülés listáján (ahogyan a Nemzeti Frontot 2018-ban átnevezték) listavezetőnek jelölték. A Libération "Marine Le Pen bábjának" nevezte, és sok szavazó tapasztalatlannak tartotta. Ennek ellenére a választáson 23 mandátummal az első helyen a Nemzeti Tömörülés végzett és a szavazatok 23,3%-ával megelőzte Emmanuel Macron elnök Köztársaság Lendületben pártját, így az Európai Unió történetének második legfiatalabb képviselője lett (a német Ilka Schrödert 21 évesen választották meg). A Nemzeti Front delegációjának többi tagjával együtt az Identitás és Demokrácia (ID) képviselőcsoport tagja az Európai Parlamentben. Tagja az Európai Parlament Petíciós Bizottságának is.
Bardellát 2019. június 16-án kinevezték a Nemzeti Tömörülés második alelnökévé, 2021-ben pedig első alelnökévé. A 2021-es francia regionális választásokon ő vezette a Nemzeti Tömörülés listáját Île-de-France-ban, és a szavazatok 13,8%-át szerezte meg. Ezzel szemben a Valérie Pécresse vezette jobboldali lista nyert a szavazatok 46%-ával. Richard Werly újságíró a vereséget annak tulajdonította, hogy Bardella "nem tudott meggyőző regionális szempontot találni a családi kapcsolatai ellenére".

### A Nemzeti Tömörülés elnökeként (2022-től)
Bardella a Nemzeti Tömörülés megbízott elnöke lett, miután Le Pen lemondott azért, hogy indulhasson a 2022-es franciaországi elnökválasztáson. Bardellát 2022. november 5-én választották meg a Nemzeti Tömörülés elnökévé a szavazó párttagok között 85%-kal megelőzve Louis Aliotot.
2024 július 8-tól kezdve a Patrióták Európáért jobb-szélsőjobboldali politikai szövetség elnöke.

## Nyilatkozatai
A 2024-es francia parlamenti választási kampányban megismételte Ukrajna támogatását, beleértve a nyugati fegyverszállítást is, és Oroszországot fenyegetésnek nevezte Európára nézve. Hangsúlyozta, hogy „mindenáron” meg kell próbálni megtalálni azokat az eszközöket, amelyekkel Ukrajna visszanyerheti szabadságát, Oroszország „súlyos agressziója” és „Ukrajna szuverenitásának megsértése” után. Azonban kizárta, hogy francia csapatokat küldjenek Ukrajnába.

## Fordítás
- Ez a szócikk részben vagy egészben  a   Jordan Bardella című angol Wikipédia-szócikk ezen változatának fordításán alapul.  Az eredeti cikk szerkesztőit annak laptörténete sorolja fel. Ez a jelzés csupán a megfogalmazás eredetét és a szerzői jogokat jelzi, nem szolgál a cikkben szereplő információk forrásmegjelöléseként.